# IJswater Films
IJswater Films is een Nederlands filmproductiebedrijf, gevestigd in Amsterdam. Het bedrijf produceert korte films, documentaires, speelfilms en kinderseries. Marc Bary is oprichter en hoofdproducent van het bedrijf.

## Geschiedenis
In de eerste jaren na oprichting produceerde IJswater Films voornamelijk korte films en commercials. Pas na een aantal jaar kreeg het bedrijf wat grotere producties onder zijn vleugels.
In 1997 was IJswater als producent betrokken bij De Poolse Bruid, een film van Karim Traïdia. Toen de film in 1998 in première ging werd de film goed ontvangen. Op het Nederlands Film Festival won de film 2 Gouden Kalf filmprijzen, namelijk die van Beste Regie en Beste Actrice (Monic Hendrickx). 
In 1998 produceerde IJswater ook Het 14e kippetje, een bioscoopfilm met in de hoofdrol Antonie Kamerling. De film was de eerste zelfstandige lange speelfilm van IJswater in low-budget. 
In de jaren die volgden werden producties gemaakt zoals de kinderserie Erwtje! en Verse Erwtjes, een aantal korte films zoals Dajo en Engel & Broer en de speelfilm Diep.
In 2006 maakte IJswater samen met regisseur Hanro Smitsman de korte film Raak, een film in het kader van NTR Kort!. De film won geen Gouden Kalf, maar won wel de prestigieuze Gouden Beer op het Internationaal filmfestival van Berlijn in 2006. Twee jaar later vervolgende IJswater de samenwerking met regisseur Smitsman en maakte het de speelfilm Skin, een film gemaakt in het kader van de Telefilm. De film won op het Nederlands Film Festival van 2008 het Gouden Kalf voor Beste Acteur (Robert de Hoog, een bijzondere prestatie voor een debuterend acteur). De film werd in het internationale filmfestivalcircuit een aantal keer genomineerd voor prijzen. Tevens werd acteur De Hoog voor zijn rol ook genomineerd voor een Emmy Award.
In 2010 maakte IJswater met regisseur Jaap van Heusden de speelfilm Win/Win. Voorafgaand aan deze productie hadden Marc Bary en Van Heusden al twee korte films samen gemaakt en dit was de eerste lange speelfilm samen. De film werd genomineerd voor 3 Gouden Kalveren, waaronder die van Beste Film. De film won geen prijzen op het Nederlands film festival, maar won wel de prijs van Beste Acteur (Oscar van Rompay op het Brooklyn International Film Festival. 
In 2013 maakte Ijswater nog een speelfilm met Jaap van Heusden, namelijk De Nieuwe Wereld. De film werd voornamelijk in het buitenland een succes, want de film won uiteindelijk 7 internationale filmprijzen, waaronder de Emmy Award voor Beste Actrice (Bianca Krijgsman). 
In 2018 produceerde IJswater wederom een succesvolle korte film, namelijk L'été et tout le reste met regisseur Sven Bresser. De film won in 2018 het Gouden Kalf voor Beste Korte film.
Dit was niet het enige Gouden Kalf voor IJswater op het Nederlands Film Festival van 2018, want ook viel de speelfilm In Blue in de prijzen. Deze film won Beste Regie (Jaap van Heusden), Beste Scenario en Beste Actrice (Maria Kraakman).
In 2019 werd de film La última primavera gemaakt met regisseur Isabel Lamberti. De film werd geselecteerd voor het Filmfestival van Cannes van 2020, maar deze editie werd vanwege COVID-19 geannuleerd.

## Producties
Een greep van producties waarbij IJswater als producent bij betrokken was:
- De Poolse Bruid, 1998, speelfilm
- Het 14e kippetje, 1998, speelfilm
- Diep, 2005, speelfilm
- Raak, 2006, korte film
- Anderman, 2006, korte documentaire
- Ongezien, 2007, korte film
- Skin, 2008, speelfilm
- Ooit, 2008, korte film.
- Win/Win, 2010, speelfilm
- De Nieuwe Wereld, 2013, speelfilm
- In Blue, 2017, speelfilm
- L'été et tout le reste, 2018, korte film
- La última primavera, 2020, speelfilm
- Tot zonsondergang, 2022, televisiefilm
- De Man Uit Rome, 2023, speelfilm